# Душево
Ду̀шево е село в Северна България, община Севлиево, област Габрово.

## География
Село Душево се намира на 9 km югозападно от град Севлиево и 26 km запад-северозападно от град Габрово. Разположено е в Предбалкана, в северните подножия на Черновръшки рид, край река Видима. Видима дели селото на две неравни части, като по-голямата част и на селото, и на земите му са разположени на юг от реката. Климатът е умереноконтинентален, почвите в землището са преобладаващо алувиални, алувиално-ливадни и светлосиви горски. Надморската височина в центъра на селото е около 236 m, а на юг нараства до около 270 – 275 m.
През Душево минава в направление север – юг общинският път GAB1165 – в границите на селото негова главна улица, който на север прави връзка в село Сенник с третокласния републикански път III-404, минаващ през Севлиево, а на юг през селата Столът и Боазът води до град Априлци. На запад Душево има пътна връзка със село Градница.
Землището на Душево граничи със землищата на селата: Хирево на северозапад; Сенник на север и изток; Шумата на изток и югоизток; Кръвеник на юг; Столът на юг и югозапад и Градница на запад.
В землището на Душево има три микроязовира.
Населението на село Душево, наброявало 1311 души при преброяването към 1934 г. и 1489 към 1992 г., намалява до 1047 към 2001 г. и 665 – към 2011 г., а – по текущата демографска статистика за населението, към 2020 г. наброява 751 души.
При преброяването на населението към 1 февруари 2011 г., от обща численост 665 лица, за 478 лица е посочена принадлежност към „българска“ етническа група, за 24 – към „турска“, за 8 – към ромска, за 72 – към други, за 3 – не се самоопределят и за 80 не е даден отговор.

## История
Селото вероятно е основано през Втората българска държава. Споменава се в турски регистър под името Душува в 1430 г. и в турски регистър под името Душово в 1638 г. Името Душово носи до 1956 г., когато то е осъвременено като Душево без административен акт.
При избухването на Балканската война в 1912 година 2 души от селото са доброволци в Македоно-одринското опълчение.

### Църква
През 1882 г. в село Душево е построена църква, именувана „Света Параскева“. Осветена е от митрополит Климент Търновски през 1884 г. на храмовия ѝ празник 17 октомври (стар стил). Църквата се оказва малка да побира през следващите години богомолците от селото и се решава да се построи нова по-голяма. Новата църква е построена през 1937 г. и е осветена на 10 ноември 1940 г. Външната мазилка на църквата е направена през 1955 г., а електрифицирането и зографисването ѝ се извършват през 1957 г.

### Училище
Начално училище „Кирил и Методий“ в село Душево е открито веднага след Освобождението, около 1880 г. Ползвани са помещения в частни къщи, а през периода 1885 – 1888 г. е построено училище в центъра на селото с две класни стаи. През 1910 г. към училището се пристроява нова класна стая и в този вид то се ползва до 1941 г. През 1941 г. е завършен строежът на ново училище със 7 класни стаи. В него получават образованието си и децата от махала Душевски колиби. От 1921 до 1923 г. се откриват последователно I, II и III прогимназиален клас и се обособява самостоятелна прогимназия. Началното училище съществува до 1933 г., когато се обединяват с прогимназията и образуват основно училище „Кирил и Методий“. От 1961 г. в училището е открит интернат за малцинства, предимно власи, каквито са почти половината от децата. В интерната са настанени 80 деца. През периода 1991 – 1997 г. броят на учениците значително намалява. През 1997 г. се закрива интернатът към основното училище, именувано вече „Свети свети Кирил и Методий“.

### Читалище
Читалището в село Душево е създадено през 1911 г. под наименованието „Събуждане“. По време на войните 1912 – 1918 г. то няма дейност. На 11 април 1920 г. група ученици от селото го възобновяват под ново име – „Сполука“. Общината осигурява една стая за книгите и инвентара му. Средства за дейността се набират от членски внос и волни помощи от хора и институции. Четири години след възобновяването му читалището открива кафене, което служи и като място за провеждане на репетиции и читалня. Читалището организира сказки, вечеринки, изнася представления за набиране на средства. Самодейната театралната дейност се засилва, като всяка година се изнасят няколко пиеси. По това време читалището не разполага със салон и за представленията се ползват коридорите на старото, а по-късно – и на новото училище. Читалищна сграда в Душево е открита през 1961 г. В новия читалищен дом е организирана библиотека с книжен фонд, който през 1959 г. има 3091 тома, а през 1969 г. нараства на 7544 тома.

### Кредитна кооперация
След Първата световна война селското население изпитва остър недостиг от храни, добитък, стопански инвентар. Недостатъчни са и паричните средства за задоволяване на най-насъщните нужди. При тези условия 17 стопани от село Душево основават на 25 май 1920 г. Кредитно кооперативно дружество „Видима“. Целта на дружеството е да отпуска заеми на своите членове за покупка на земя, строеж на жилища, покупка на добитък, стопански инвентар и други. Средствата за заемите са събирани от членовете кооператори чрез встъпителни вноски и дялов капитал. Няколко години по късно се въвежда и влогова служба, която е приемала и изплащала спестовни влогове. Броят на членовете на кооперацията нараства. През 1925 г. при кооперацията се открива потребителен магазин; през 1931 г. се изгражда модерна млекарница, която съществува до 1935 г., а след това се поема от естонска фирма, която работи на съдружнически начала. През периода 1935 – 1944 г. дейността на кооперацията се състои в кредитиране, търговия на дребно, дървообработване, млекопреработване, консервиране на плодове и зеленчуци и други. След 9 септември 1944 г. дейността на кооперацията се увеличава значително. Броят на членовете достига 470, а дяловият капитал нараства на 42000 лева. Дейността ѝ се изразява в следното: търговия на дребно, обществено хранене, изкупуване на селскостопански произведения, дърводелски услуги, изваряване ракии, бръснаро-фризьорство, хлебопроизводство и месодобив. Млекопреработването преминава към държавното предприятие „Млекопреработване“. Дотогавашната Кредитна кооперация „Видима“ – село Душево през 1948 г. е преименувана на Всестранна кооперация „Видима“, през 1952 г. – на Селкооп „Видима“ и през 1958 г. – на Потребителна кооперация (Потребкооп) „Видима“. По решение на Окръжния народен съвет в Габрово, от юни 1980 г. потребителните кооперации се ликвидират и се създават селищни кооперативни съвети без юридическа самостоятелност към Районната потребителна кооперация „Наркооп“ – Севлиево.

### ТКЗС
На 5 февруари 1946 г. при Кредитна кооперация „Видима" – село Душево се основава Трудово земеделски производителен отдел със самостоятелен баланс, за самостоятелно стопанисване, за своя сметка и отговорност. Дейността на отдела е: полевъдство и ливадарство; лозарство и овощарство; зеленчукопроизводство; бостани и животновъдство. На 4 септември 1950 г. общото събрание на членовете на отдела приема примерния устав на ТКЗС и отделът се обособява в отделно юридическо лице като самостоятелно стопанство под името Трудово кооперативно земеделско стопанство (ТКЗС) – село Душево. Освен с основната си дейност, стопанството развива и допълнителна дейност. От 1 януари 1959 г. ТКЗС – село Душево преминава в състава на Обединено трудово кооперативно земеделско стопанство (ОТКЗС) „Владимир Илич Ленин“ – село Сенник, с което му се отнема правото на самостоятелност. От 1 януари 1978 г. стопанството в село Душево преминава към Аграрно-промишлен комплекс (АПК) – село Градница като клоново стопанство, което просъществува до 31 декември 1983 г. От 1 януари 1984 г. стопанството става животновъдна фуражна бригада към АПК – Градница; като такава бригадата съществува до 31 януари 1988 г., а от 1 февруари 1988 г. преминава в състава на АПК – Севлиево като селскостопанска бригада. На основание член 10, алинея 1 от Указ 922 на Държавния съвет от 19.05.1989 г., по съответния ред селскостопанската бригада се преобразува в Колективно земеделско стопанство (КЗС) – село Душево, считано от 1 ноември 1989 г., като прекратява членството си в АПК – Севлиево. От 1 април 1990 г. Общо събрание на стопанството с решение го преименува отново в Трудово кооперативно земеделско стопанство (ТКЗС) – село Душево. Габровският окръжен съд съобразно свое решение от 1 октомври 1992 г. вписва в кооперативния регистър прекратяването и обявяването в ликвидация на ТКЗС – село Душево и определя ликвидационен съвет. През 1995 г. по разпоредби в ЗСПЗЗ дейността на ликвидационните съвети е прекратена и стопанството е заличено в регистъра на окръжния съд.

### Участъкова здравна служба
До построяването през 1946 – 1947 г. на нова двуетажна здравна сграда, участъковата здравна служба в село Душево се помещава в частни къщи. Към здравната служба от 1954 г. функционират зъболекарски кабинет и родилен дом с акушерка. През 1957 г. участъковата здравна служба е преименувана на Селски здравен участък – село Душево. Селският здравен участък – село Душево се закрива през 2000 г. на основание член 107 от влезлия в сила през 1999 г. Закон за лечебните заведения.

## Население
Преброяване на населението през 2011 г.
Численост и дял на етническите групи според преброяването на населението през 2011 г.:
|                     | Численост | Дял (в %) |
| Общо                | 665       | 100,00    |
| Българи             | 478       | 71,87     |
| Турци               | 24        | 3,60      |
| Цигани              | 8         | 1,20      |
| Други               | 72        | 10,82     |
| Не се самоопределят | 3         | 0,45      |
| Неотговорили        | 80        | 12,03     |

## Обществени институции
Село Душево към 2020 г. е център на кметство Душево. Кметството включва селата Душевски колиби, Душево и Корията.
В село Душево към 2020 г. има:
- действащо читалище „Сполука – 1920“;[33][34]
- действащо общинско основно училище „Св. Св. Кирил и Методий“;[35]
- православна църква „Света Параскева“;[36]
- пощенска станция.[37]

## Забележителности
- Църква „Света Параскева“ – село Душево
- Язовир „Бяло поле“ – село Душево

## Личности
- Пенко Маринов, роден през 1933 г. в Душево, български офицер, генерал-майор.